# Madarkal, Devadurga
Madarkal là một làng thuộc tehsil Devadurga, huyện Raichur, bang Karnataka, Ấn Độ.